# Sant Julià de la Règola
Sant Julià de la Règola és una església del poble de la Règola, al municipi d'Àger (Noguera) inclosa a l'Inventari del Patrimoni Arquitectònic de Catalunya.

## Descripció
Edifici de planta rectangular amb capelles laterals, adossat a altres edificis afegits. S'accedeix per un portal lateral, reconeixent l'església per la façana més elevada que té un mur d'espadanya amb dues obertures i campanar.
Els murs són de carreus de pedra reblats i arrebossats.
Les cobertes són de teula àrab.

## Història
El 1059 és citat el castell de la Règola.
L'antiga església parroquial de Sant Julià depenia de la col·legiata d'Àger.